# Сінеш
Сі́неш (порт. Sines; МФА: [ˈsi.nɨʃ], Сініш) — муніципалітет і місто в Португалії, в окрузі Сетубал. Розташований у південно-західній частині країни, на березі Атлантичного океану, на теренах історичної португальської провінції Ештремадура. Належить до Сетубальської діоцезії Католицької церкви в Португалії. Права міського самоврядування має з 1362 року. Поділяється на 2 парафії. За адміністративним поділом, чинним до 1976 року, був складовою провінції Нижнє Алентежу. Площа муніципалітету — 203,30 км², населення муніципалітету — 14238 ос. (2011); густота населення — 70,03 осіб/км²
. Патрон — Спаситель. Святковий день муніципалітету — 24 листопада. Поштовий індекс — 7520.  Код місцевої адміністративної одиниці — 1513. Складова статистичного регіону Алентежу.

## Географія
Сінеш розташований на заході Португалії, на південному заході округу Сетубал.
Сінеш межує на півночі та сході з муніципалітетом Сантіагу-ду-Касен, на сході — з муніципалітетом Одеміра. На заході омивається водами Атлантичного океану.
Атлантичне узбережжя муніципалітету належить до природного заповідника Південно-західного Алентежу і Вісентінського узбережжя (порт. Parque Natural do Sudoeste Alentejano e Costa Vicentina).

## Історія

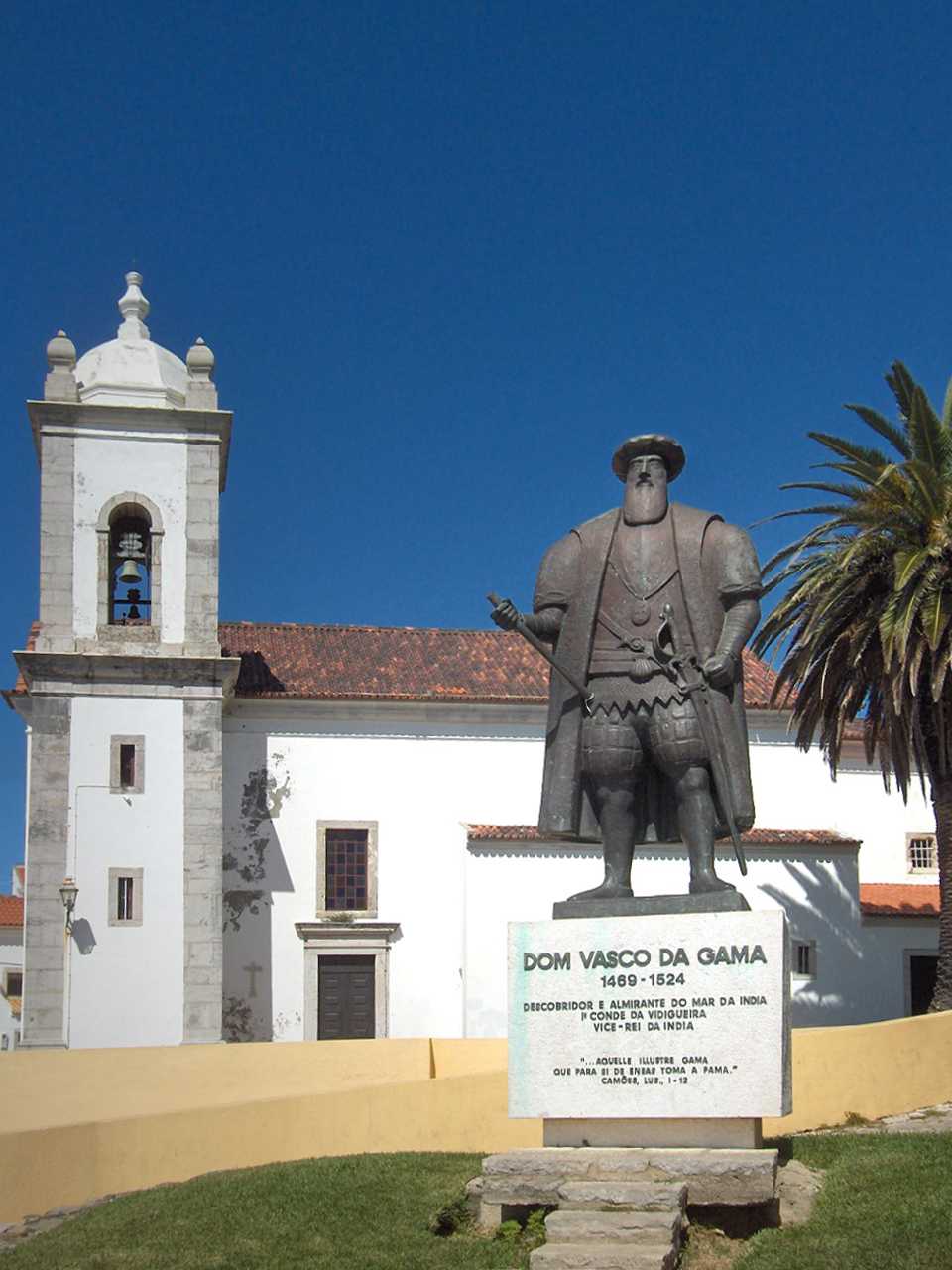
Пам'ятник Васко да Гама в Сінеші

Відомо, що за часів Римської імперії місто називалося Сінус. Є підтвердження перебування у регіоні вестготів та вандали. На початку 13 століття місто було остаточно завойоване у маврів і передане Ордену Сантьяго, що базувався у місті Сантіягу-ду-Касен.
1362 року португальський король Педру I надав Сінешу форал, яким визнав за поселенням статус містечка та муніципальні самоврядні права.
За найпоширенішою версією (інша — Відігейра), саме у Сінеші у 1469 році народився відомий португальський дослідник і мореплавець Васко да Гама, який відкрив морський шлях до Індії довкола Африки. Це стало одним з найважливіших відкриттів у всій історії людства, адже саме з Індії постачалися прянощі, шовкові тканини, ювелірні вироби і слонова кістка. В нагороду за ці відкриття король Мануел І передав Сінеш Васко да Гама в спадковий феод.
Сучасна історія Сінеша пов'язана з будівництвом морського комерційного порту, що дало імпульс його швидкому розвитку починаючи з 1971 року. Статус міста з 12 липня 1997 року.

## Населення
| Кількість мешканців | Кількість мешканців | Кількість мешканців | Кількість мешканців | Кількість мешканців | Кількість мешканців | Кількість мешканців | Кількість мешканців | Кількість мешканців | Кількість мешканців | Кількість мешканців | Кількість мешканців | Кількість мешканців | Кількість мешканців | Кількість мешканців |
| ------------------- | ------------------- | ------------------- | ------------------- | ------------------- | ------------------- | ------------------- | ------------------- | ------------------- | ------------------- | ------------------- | ------------------- | ------------------- | ------------------- | ------------------- |
| 1864                | 1878                | 1890                | 1900                | 1911                | 1920                | 1930                | 1940                | 1950                | 1960                | 1970                | 1981                | 1991                | 2001                | 2011                |
| 3 148               | 3 363               | 3 580               | 3 988               | 4 808               | 5 586               | 7 666               | 8 859               | 9 534               | 8 866               | 7 550               | 12 075              | 12 347              | 13 577              | 14 238              |

## Парафії
1. Порту-Кову (порт. Porto Covo)
2. Сінеш (порт. Sines)

## Економіка, побут, транспорт
Економіка муніципалітету представлена нафтопереробним заводом,  сільським господарством, торгівлею, транспортом, рибальством і туризмом (пляжі громади Порту-Кову).
Серед архітектурних пам'яток особливе місце займає фортеця Сінеша (порт. Castelo de Sines) і фортеця збудована на острові Персика (порт. Forte do Pessegueiro). Острів розташований біля Порту-Кову і відноситься до природного заповідника Південно-західного Алентежу і Вісентінського узбережжя.
Місто як і муніципалітет в цілому має добре розвинуту транспортну мережу, з'єднане з Лісабоном та Алгарве платною швидкісною автомагістраллю А-2, з містом Сантьяґу-ду-Касень — автомобільною дорогою IP-8, має залізничну станцію.

## Галерея

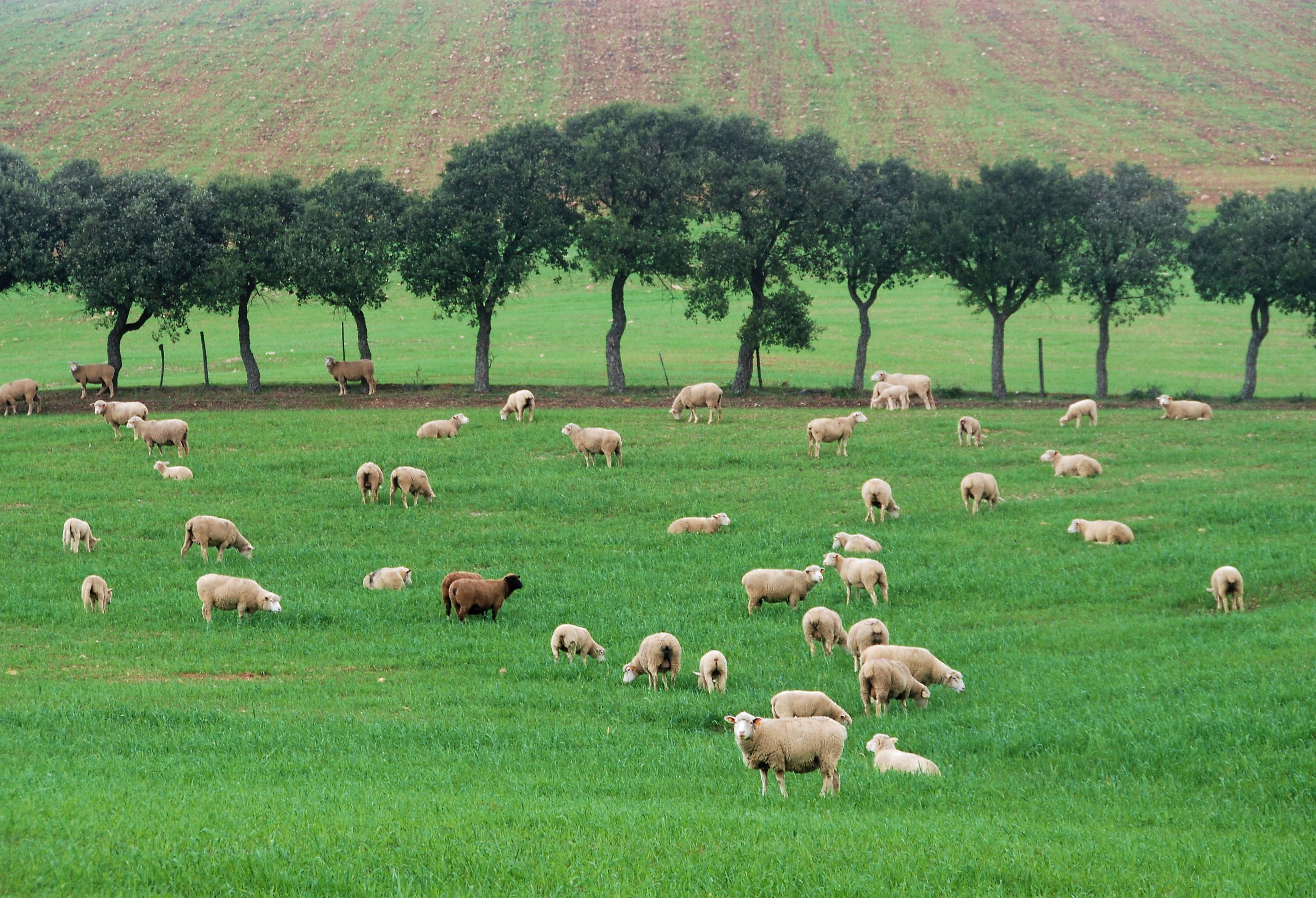
Мальовничі пасовища в Порту-Кову
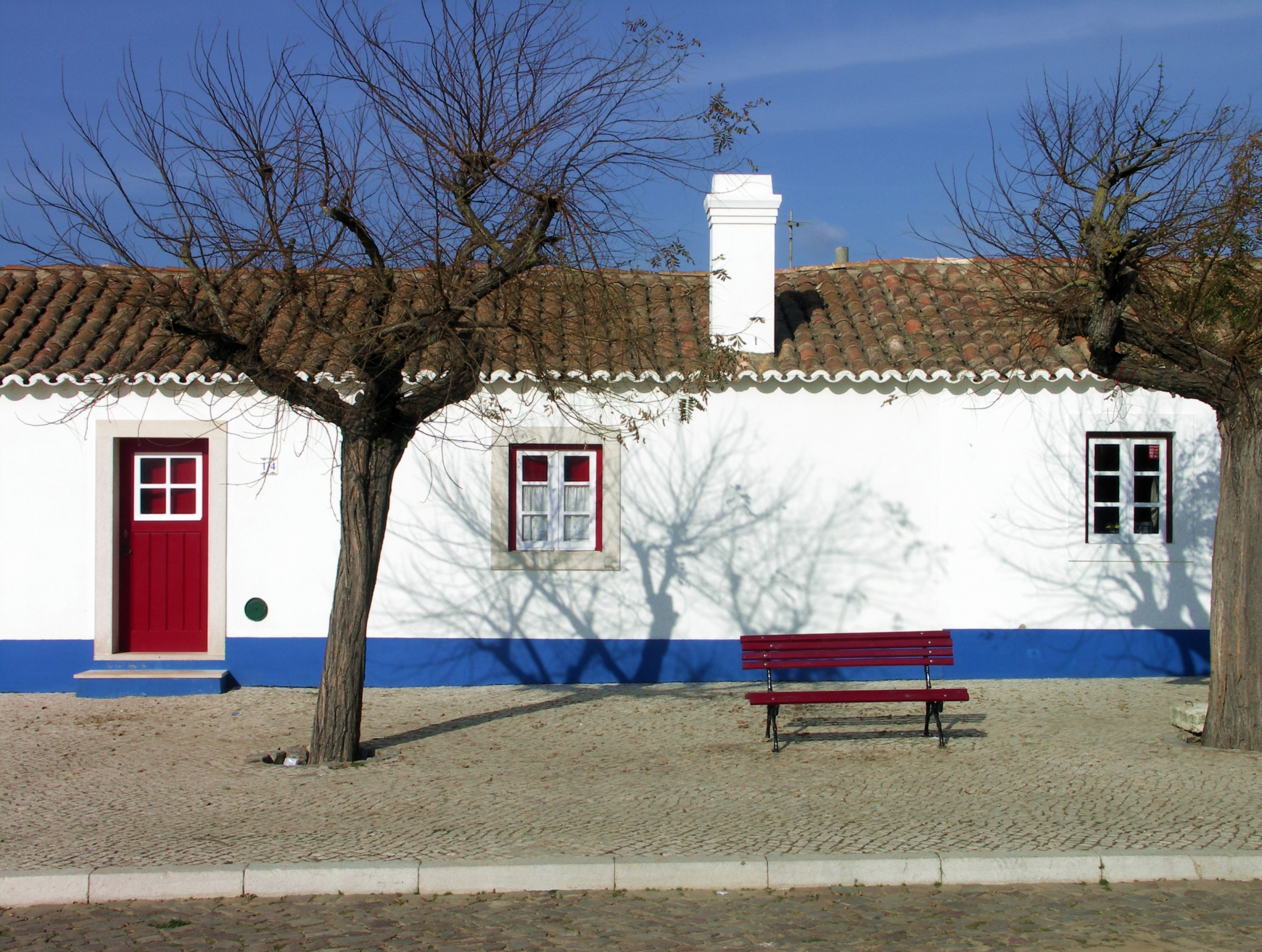
Типовий для регіону одноповерховий будинок
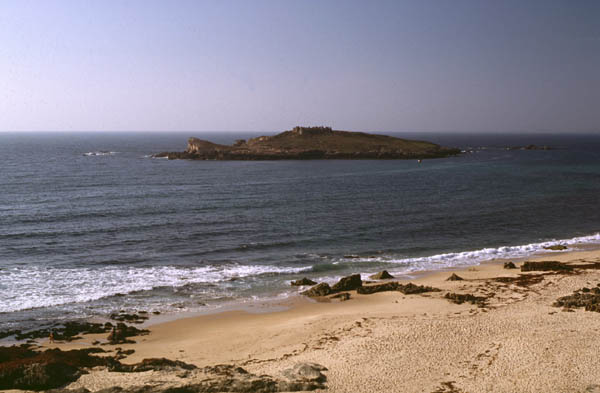
Острів Персика (порт. острів do Pessegueiro)